# Steve Belko
Stephen Maxmillian Belko (Gary, Indiana, 1916. február 14. – Boise, Idaho, 2000. május 12.) amerikai sportoló, edző, valamint a Big Sky Conference megbízottja.

## Fiatalkora
Orosz bevándorlók gyermekeként született Indianában. Egy évig a Compton Junior College-re járt, majd a USC Trojans játékosa lett, ahol idősebb fivére amerikai futballozott. Forrest Twogood edzőt követve 1600 kilométert tett meg autóstoppal Moscow-ig. Ugyan szerinte baseballban volt a legjobb, helyette az Idaho Vandals amerikaifutball-csapatának halfbackje és quarterbackje, valamint a kosárlabdacsapat guardja és forwardja volt. Csapattársai között voltak Lyle Smith és Tony Knap jövőbeli edzők.
Az Idahói Egyetemen évfolyamelső és a Szigma Khí diákszövetség tagja volt. 1939-ben szerzett diplomát.

## Pályafutása
Az egyetem elvégzését követően négy szezonra középiskolai edző lett. A második világháborúban a haditengerészet orosz tolmácsa volt, majd leszerelését követően először újra középiskolai, majd egyetemi edző lett.

### Vezetőedzőként

#### Idaho State Bengals
1950-ben az Idaho State Bengals férfikosárlabda-vezetőedzője lett. A csapat négy egymást követő évben is kijutott az NCAA bajnokságára. A csapat sikerei miatt 1956 júniusában állásajánlatot kapott az Oregon Webfootstól.

#### Oregon Webfoots
Tizenöt évig volt a Webfoots/Ducks vezetőedzője, ezalatt a csapat kétszer (1960-ban és 1961-ben) jutott ki az NCAA-bajnokságra; 1960-ban a regionális döntőig (Elite Eight) jutottak. 1964-ben az egyesület a Pacific-8 Conference tagja lett. 1970-ben legyőzték az országos bajnok UCLA Bruinst.
Belko 1971 áprilisában lemondott, de az egyesület helyettes atlétikai igazgatója maradt.

### Megbízottként
1972-ben lemondott, és három évre a Far West Classic kosárlabdatorna igazgatója lett, majd 1975-től a Big Sky Conference kiértékelőjeként dolgozott. 1976 decemberében a konferencia megbízottjának nevezték ki; a pozíciót 1977 és 1981 között töltötte be.

## Eredményei vezetőedzőként
| Szezon                                                   | Eredmény                                                 | Eredmény                                                 | Helyezés                                                 | Továbbjutás                                              |
| Szezon                                                   | Összesen                                                 | Konferencia                                              | Helyezés                                                 | Továbbjutás                                              |
| Idaho State Bengals (Rocky Mountain Athletic Conference) | Idaho State Bengals (Rocky Mountain Athletic Conference) | Idaho State Bengals (Rocky Mountain Athletic Conference) | Idaho State Bengals (Rocky Mountain Athletic Conference) | Idaho State Bengals (Rocky Mountain Athletic Conference) |
| -------------------------------------------------------- | -------------------------------------------------------- | -------------------------------------------------------- | -------------------------------------------------------- | -------------------------------------------------------- |
| 1950–51                                                  | 17–12                                                    | 5–5                                                      | 4.                                                       | –                                                        |
| 1951–52                                                  | 16–11                                                    | 6–4                                                      | 3.                                                       | –                                                        |
| 1952–53                                                  | 18–7                                                     | 10–0                                                     | 1.                                                       | NCAA 1. kör                                              |
| 1953–54                                                  | 22–5                                                     | 9–1                                                      | 1.                                                       | NCAA 1. kör                                              |
| 1954–55                                                  | 18–8                                                     | 9–1                                                      | 1.                                                       | NCAA 1. kör                                              |
| 1955–56                                                  | 18–8                                                     | 11–1                                                     | 1.                                                       | NCAA 1. kör                                              |
| Eredmény:                                                | 109–51                                                   | 50–12                                                    | –                                                        | –                                                        |
| Oregon Webfoots (Pacific Coast Conference)               |                                                          |                                                          |                                                          |                                                          |
| 1956–57                                                  | 4–21                                                     | 2–14                                                     | 9.                                                       | –                                                        |
| 1957–58                                                  | 13–11                                                    | 6–10                                                     | 7.                                                       | –                                                        |
| 1958–59                                                  | 9–16                                                     | 3–18                                                     | T–8.                                                     | –                                                        |
| Oregon Webfoots (Független)                              |                                                          |                                                          |                                                          |                                                          |
| 1959–60                                                  | 19–10                                                    | –                                                        | –                                                        | NCAA Elite Eight                                         |
| 1960–61                                                  | 15–12                                                    | –                                                        | –                                                        | NCAA 1. kör                                              |
| 1961–62                                                  | 9–17                                                     | –                                                        | –                                                        | –                                                        |
| 1962–63                                                  | 11–15                                                    | –                                                        | –                                                        | –                                                        |
| 1963–64                                                  | 14–12                                                    | –                                                        | –                                                        | –                                                        |
| Oregon Webfoots (AAWU/Pacific-8 Conference)              |                                                          |                                                          |                                                          |                                                          |
| 1964–65                                                  | 9–17                                                     | 3–11                                                     | 8.                                                       | –                                                        |
| 1965–66                                                  | 13–13                                                    | 6–8                                                      | T–4.                                                     |                                                          |
| 1966–67                                                  | 9–17                                                     | 1–13                                                     | 8.                                                       | –                                                        |
| 1967–68                                                  | 7–19                                                     | 2–12                                                     | 8.                                                       | –                                                        |
| 1968–69                                                  | 13–13                                                    | 5–9                                                      | T–5.                                                     | –                                                        |
| 1969–70                                                  | 17–9                                                     | 8–6                                                      | 4.                                                       | –                                                        |
| 1970–71                                                  | 17–9                                                     | 8–6                                                      | T–3.                                                     | –                                                        |
| Eredmény:                                                | 179–211                                                  | 44–102                                                   | –                                                        | –                                                        |
| Összesen:                                                | 288–262                                                  | –                                                        | –                                                        | –                                                        |
| Jelmagyarázat: Konferenciaszezon-bajnok                  |                                                          |                                                          |                                                          |                                                          |

## Fordítás
- Ez a szócikk részben vagy egészben  a   Steve Belko című angol Wikipédia-szócikk ezen változatának fordításán alapul.  Az eredeti cikk szerkesztőit annak laptörténete sorolja fel. Ez a jelzés csupán a megfogalmazás eredetét és a szerzői jogokat jelzi, nem szolgál a cikkben szereplő információk forrásmegjelöléseként.